# São José de São Lázaro

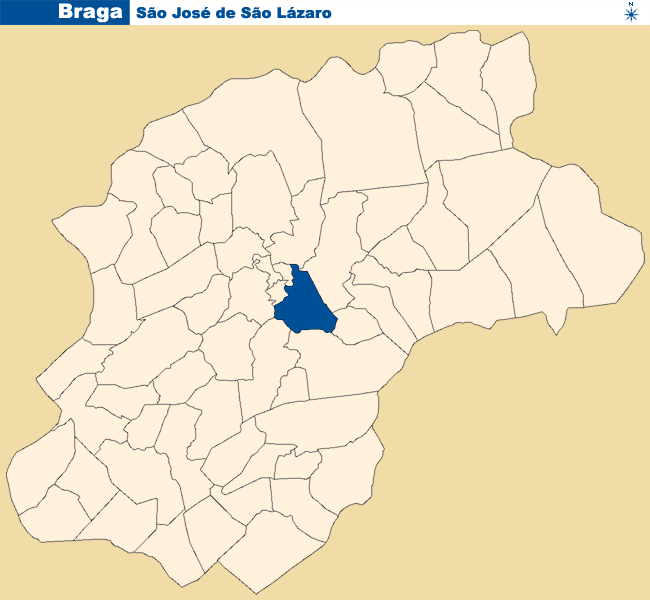

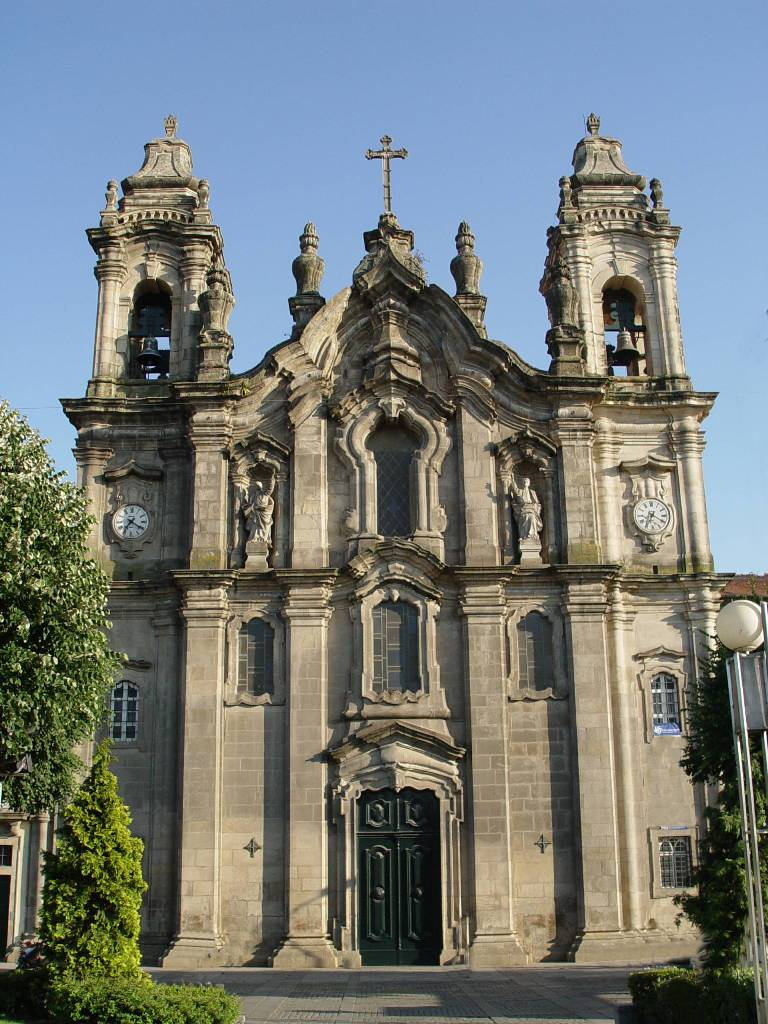
Basílica dos Congregados

A Freguesia de São José de São Lázaro foi uma freguesia citadina bracarense que tinha 2,18 km² de área e 13 576 habitantes (2011), tendo, por isso, uma densidade populacional de 6 227,5 hab/km². A freguesia ficava entre as avenidas da Liberdade (até aproximadamente Av. Imaculada Conceição) e 31 de Janeiro, e entre monte do Picoto e Av. Central.
Foi extinta em 2013, no âmbito de uma reforma administrativa nacional, tendo sido agregada à freguesia de São João do Souto, para formar uma nova freguesia denominada União das Freguesias de Braga (São José de São Lázaro e São João do Souto) da qual é a sede.

## História
No dia 2 de Março de 1747, após a morte do pároco de São Vítor, o arcebispo D. José de Bragança, dividiu a Paróquia, criando a freguesia de São José de São Lázaro. Durante o século XX, a freguesia sofre uma revolução arquitectónica com a construção da Av. Liberdade e os novos edifícios aí construídos.

## População
| População da freguesia de Braga (São José de São Lázaro) (1864 – 2011) | População da freguesia de Braga (São José de São Lázaro) (1864 – 2011) | População da freguesia de Braga (São José de São Lázaro) (1864 – 2011) | População da freguesia de Braga (São José de São Lázaro) (1864 – 2011) | População da freguesia de Braga (São José de São Lázaro) (1864 – 2011) | População da freguesia de Braga (São José de São Lázaro) (1864 – 2011) | População da freguesia de Braga (São José de São Lázaro) (1864 – 2011) | População da freguesia de Braga (São José de São Lázaro) (1864 – 2011) | População da freguesia de Braga (São José de São Lázaro) (1864 – 2011) | População da freguesia de Braga (São José de São Lázaro) (1864 – 2011) | População da freguesia de Braga (São José de São Lázaro) (1864 – 2011) | População da freguesia de Braga (São José de São Lázaro) (1864 – 2011) | População da freguesia de Braga (São José de São Lázaro) (1864 – 2011) | População da freguesia de Braga (São José de São Lázaro) (1864 – 2011) | População da freguesia de Braga (São José de São Lázaro) (1864 – 2011) |
| ---------------------------------------------------------------------- | ---------------------------------------------------------------------- | ---------------------------------------------------------------------- | ---------------------------------------------------------------------- | ---------------------------------------------------------------------- | ---------------------------------------------------------------------- | ---------------------------------------------------------------------- | ---------------------------------------------------------------------- | ---------------------------------------------------------------------- | ---------------------------------------------------------------------- | ---------------------------------------------------------------------- | ---------------------------------------------------------------------- | ---------------------------------------------------------------------- | ---------------------------------------------------------------------- | ---------------------------------------------------------------------- |
| 1864                                                                   | 1878                                                                   | 1890                                                                   | 1900                                                                   | 1911                                                                   | 1920                                                                   | 1930                                                                   | 1940                                                                   | 1950                                                                   | 1960                                                                   | 1970                                                                   | 1981                                                                   | 1991                                                                   | 2001                                                                   | 2011                                                                   |
| 3 780                                                                  | 4 052                                                                  | 5 089                                                                  | 5 159                                                                  | 5 347                                                                  | 5 159                                                                  | 4 878                                                                  | 5 269                                                                  | 5 589                                                                  | 6 077                                                                  | 7 745                                                                  | 10 839                                                                 | 14 891                                                                 | 14 830                                                                 | 13 576                                                                 |

## Património
- Tanque do Quintal do Ídolo ou Fonte do Ídolo
- Rua de São Geraldo e do Antigo Convento das Freiras
- Quinta do Fujacal (troço de muralha)
- Convento, Colégio e Igreja dos Congregados ou Convento da Congregação de São Filipe de Néri
- Casa Rolão (da Avenida Central)
- Casas nº118 e 124 na Av. Central
- Palácio do Raio
- Necrópoles Romanas
- Edifício do Recolhimento de Santa Maria Madalena ou das Convertidas
- Igreja dos Terceiros
- Cruzeiro e Igreja de S. Lázaro
- Capela de Stº Adrião (Quinta da Capela)
- Estádio 1.º de Maio
- Parque da Ponte
- Cruzeiro da Senhora-a-Branca